# 巴尔河畔谢姆里
巴爾河畔谢姆里（法語：Chémery-sur-Bar，法語發音：[ʃemʁi syʁ baʁ]）是法国大東部大區阿登省的一个旧市镇，属于色当区。2016年，巴尔河畔谢姆里与市镇谢埃里合并为新市镇谢姆里-谢埃里。

## 地理
巴尔河畔谢姆里（49°36'1"N, 4°52'8"E）面积22.87 平方千米，位于法国大東部大區阿登省，该省份为法国北部内陆省份，西接埃纳省，南至马恩省，东临默兹省，北与比利时接壤。
与巴尔河畔谢姆里接壤的市镇（或旧市镇、城区）包括：阿尔泰斯勒维维耶、比尔松、谢埃里、迈松塞勒和维莱尔、拉讷维尔阿迈尔、奥米库尔、圣艾尼昂、旺德雷斯。

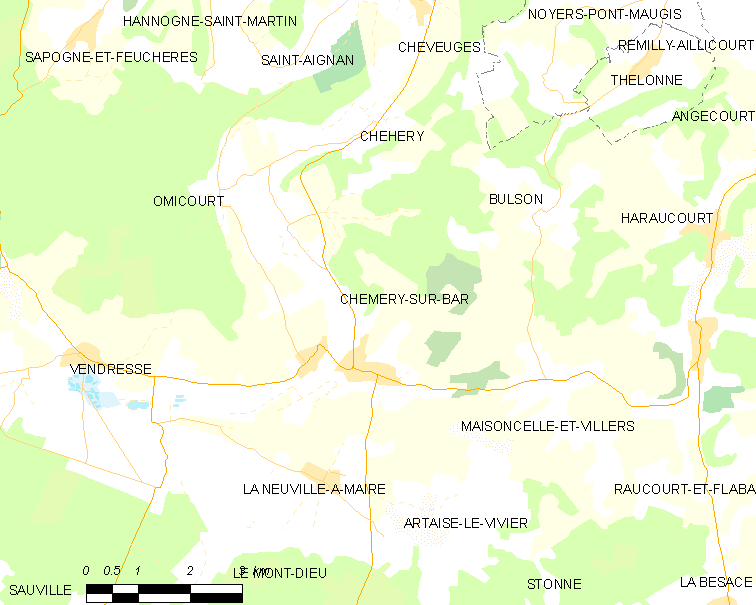
巴尔河畔谢姆里的OSM定位图

巴尔河畔谢姆里的时区为UTC+01:00、UTC+02:00（夏令时）。

## 行政
巴尔河畔谢姆里的邮政编码为08450、08350，INSEE市镇编码为08115。

## 政治
巴尔河畔谢姆里所属的省级选区为武济耶县。

## 人口

1962-2008年间巴尔河畔谢姆里人口变化图示

巴尔河畔谢姆里于2018年1月1日时的人口数量为441人。